# Sheppard Air Force Base
Sheppard Air Force Base is een luchtmachtbasis van de United States Air Force in Wichita Falls (Texas). Deze ligt een zevental kilometer ten noorden van het centrum van Wichita Falls. De start- en taxibanen worden ook gebruikt voor het civiele gedeelte, Wichita Falls Municipal Airport.
Sheppard AFB ressorteert onder het Air Education and Training Command van de USAF. Het is een belangrijke basis voor de opleiding van grondpersoneel en van jachtpiloten van de Amerikaanse en NAVO-luchtmachten.

## Geschiedenis
Het terrein werd in 1941 door het United States Army Air Corps (USAAC) voor één symbolische dollar gekocht van een plaatselijke veeboer. De basis werd genoemd naar de op 9 april 1941 overleden John Morris Sheppard, die senator voor Texas was en voorzitter van het comité voor militaire aangelegenheden van de Amerikaanse senaat van 1933 tot aan zijn dood. De basis opende in oktober 1941 als een trainingscentrum voor de USAAC.
Na de Tweede Wereldoorlog werd de basis gedurende een paar jaar enkel gebruikt door de Texas Air National Guard. In 1948 werd hij opnieuw in gebruik genomen als een trainingscentrum onder de naam Sheppard AFB. Tijdens de Koreaanse Oorlog werden er ook buitenlandse soldaten opgeleid, en sedert 1961 piloten van de Duitse Luftwaffe. Het Euro-NATO Joint Jet Pilot Training Program voor de opleiding van NAVO-jachtpiloten werd opgestart in 1981.

## Eenheden

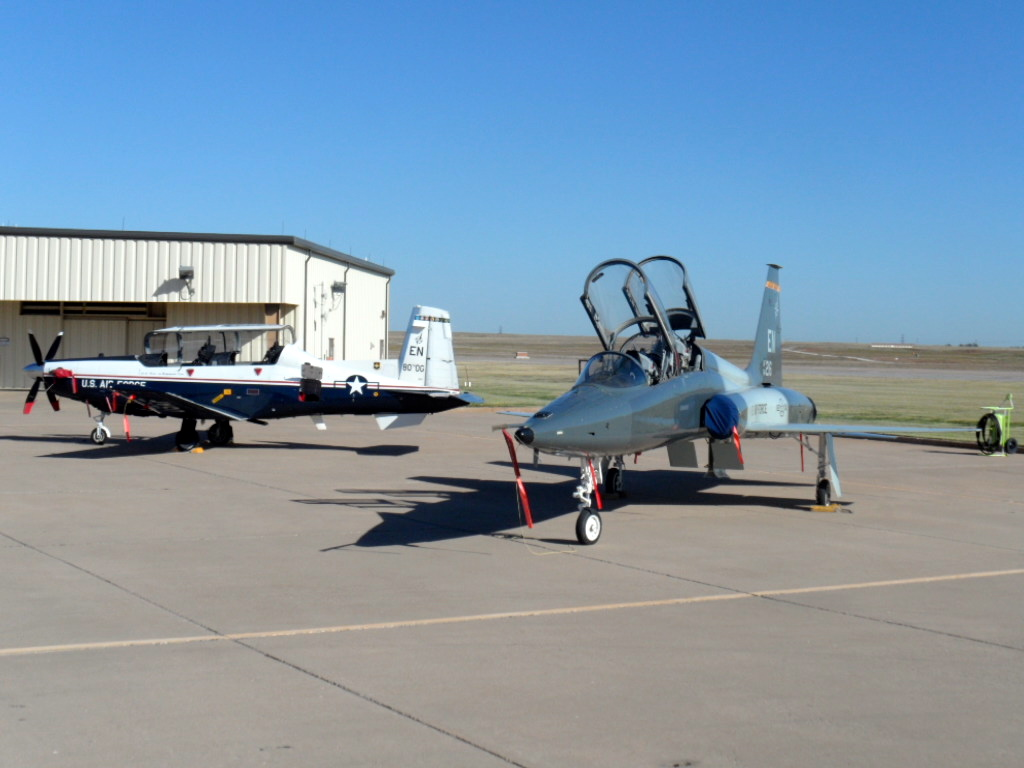
T-6A Texan II (links) en T-38C Talon van de 80th Flying Training Wing, Sheppard AFB

Anno 2013 is Sheppard AFB de thuisbasis van de 82nd Training Wing en de 80th Flying Training Wing. De 82e Wing leidt technisch grondpersoneel van de USAF op, terwijl de 80e Wing jachtvliegtuigpiloten opleidt voor de USAF en lidstaten van de NAVO. Het huisvest het Euro-NATO Joint Jet Pilot Training Program (ENJJPT), een multinationaal programma waaraan 13 NAVO-lidstaten deelnemen: België, Canada, Denemarken, Duitsland, Griekenland, Italië, Nederland, Noorwegen, Portugal, Spanje, Turkije, het Verenigd Koninkrijk en de Verenigde Staten. ENJJPT leidt NAVO-gevechtspiloten op die worden getraind op vliegtuigen van de typen Texan II en T-38C Talon. De 82e Wing heeft ongeveer 200 vliegtuigen en voert jaarlijks ongeveer 55.000 vluchten uit. Daarmee is Sheppard AFB de op een na drukste basis van de USAF.